# Pangbourne
Pangbourne è un villaggio e parrocchia civile dell'Inghilterra, appartenente alla contea del Berkshire.